# Antonín Holý (houslař)

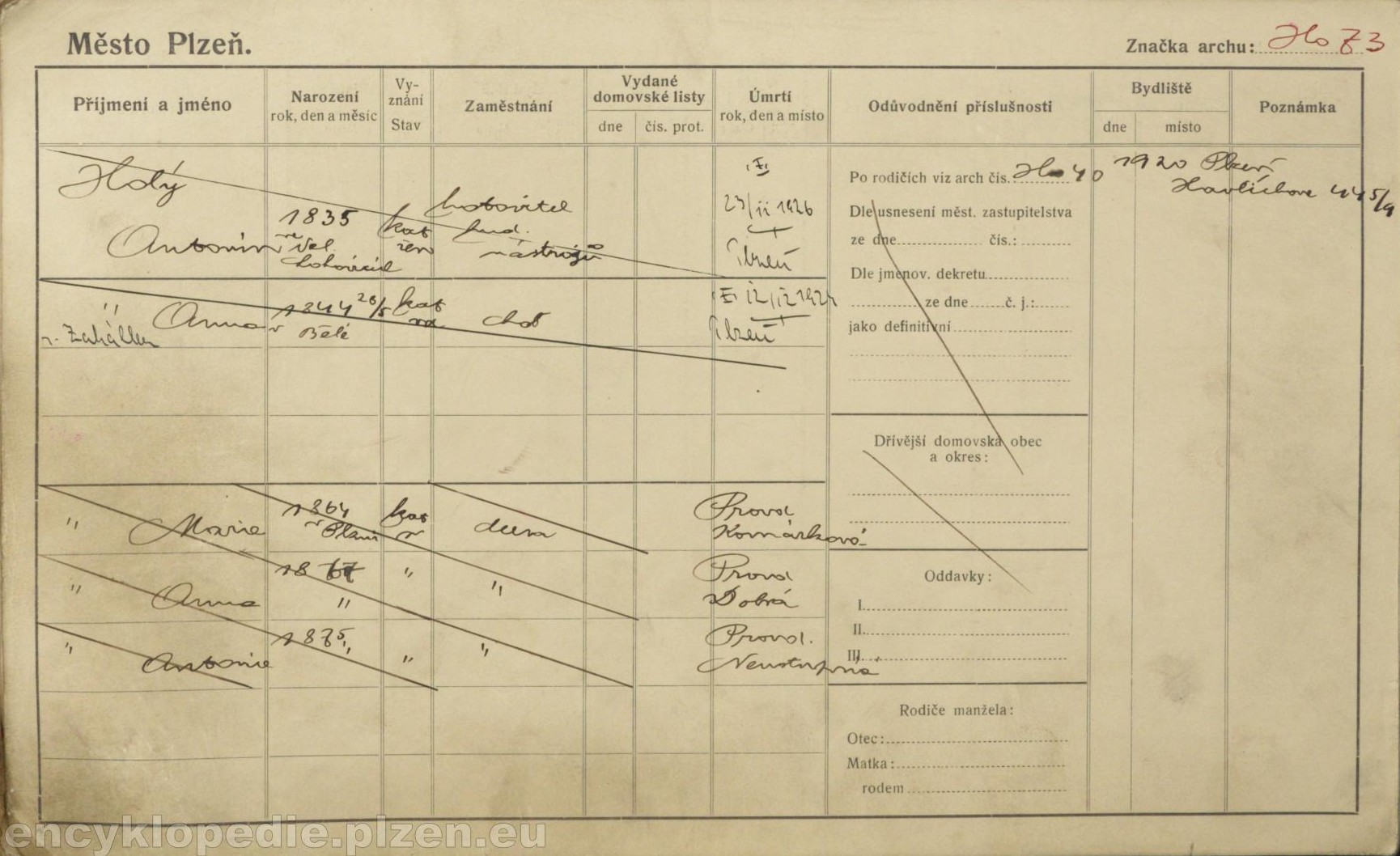
Soupis plzeňských příslušníků, Antonín Holý s rodinou

Antonín Holý, křtěný Anton (19. února 1835 Hlohovice – 23. listopadu 1926 Plzeň), byl český český houslař.

## Život
Antonín Holý se narodil poblíž města Radnice v malé obci Hlohovice v rodině revírníka v nedalekých černouhelných dolech Adalberta Holého a jeho ženě Anně, rodem Miterbacherové z Jáchymova. Houslařství se vyučil v Praze, později se vyučil ještě nástrojařství ve výrobně hudebních nástrojů ve Vídni a ke konci 19. století se usadil v Plzni. 
V září roku 1862 se Antonín Holý oženils Annou Zahálkovou a později se jim narodili tři dcery, Marie *1864, Anna *1867   a Antonie *1875.
V roce 1880 v Plzni získal měšťanství a rovněž značné zásluhy ve svém oboru. Antonín Holý byl, krom znamenitého hráče na housle, rovněž i dobrým violoncellistou. Stýkal se také s Ferdinandem Laubem, rodinou Ondříčkovou, Antonínem Dvořákem a profesorem Ševčíkem. V prosinci roku 1924 ovdověl. Antonín Holý zemřel v Plzni 23. listopadu 1926 náhle, příčinou byla arterioskleróza a následně byl 25. listopadu pohřben na hřbitově v Bolevci.
Antonín Holý své housle prodával především na Plzeňsku, ale dodával je i do Ameriky a Austrálie. Na vignetách se uváděl jako výrobce hudebních nástrojů. Jím vyrobené housle byly vždy žlutě lakované.